# MYOZ2
MYOZ2 (англ. Myozenin 2) – білок, який кодується однойменним геном, розташованим у людей на короткому плечі 4-ї хромосоми.  Довжина поліпептидного ланцюга білка становить 264 амінокислот, а молекулярна маса — 29 898.
| 10         |  | 20         |  | 30         |  | 40         |  | 50         |
| ---------- |  | ---------- |  | ---------- |  | ---------- |  | ---------- |
| MLSHNTMMKQ |  | RKQQATAIMK |  | EVHGNDVDGM |  | DLGKKVSIPR |  | DIMLEELSHL |
| SNRGARLFKM |  | RQRRSDKYTF |  | ENFQYQSRAQ |  | INHSIAMQNG |  | KVDGSNLEGG |
| SQQAPLTPPN |  | TPDPRSPPNP |  | DNIAPGYSGP |  | LKEIPPEKFN |  | TTAVPKYYQS |
| PWEQAISNDP |  | ELLEALYPKL |  | FKPEGKAELP |  | DYRSFNRVAT |  | PFGGFEKASR |
| MVKFKVPDFE |  | LLLLTDPRFM |  | SFVNPLSGRR |  | SFNRTPKGWI |  | SENIPIVITT |
| EPTDDTTVPE |  | SEDL       |  |            |  |            |  |            |

A: Аланін

D: Аспарагінова кислота

E: Глутамінова кислота

F: Фенілаланін

G: Гліцин

H: Гістидин

I: Ізолейцин

K: Лізин

L: Лейцин

M: Метіонін

N: Аспарагін

P: Пролін

Q: Глутамін

R: Аргінін

S: Серин

T: Треонін

V: Валін

W: Триптофан

Кодований геном білок за функцією належить до фосфопротеїнів. 
Локалізований у цитоплазмі.